# 美国地理
美國在地理學上的範圍涵蓋了本土四十八州（或稱為或「下四十八州」，包括華盛頓哥倫比亞特區），以及阿拉斯加、夏威夷兩個州，和波多黎各、北馬里亞納群島、美屬維爾京群島、關島、美屬薩摩亞等五個島嶼領地，並包含若干散布於太平洋與加勒比海的小型海外領地。這一龐大的國土組成使美國在地理上橫跨多個時區，並擁有極為多元化的地貌與氣候環境。
美國與兩個國家接壤，北部與加拿大相鄰，南部則與墨西哥交界。綿延數千公里的美加邊境是世界上最長的雙邊陸地邊界。除了這些陸地邊界，美國還與多個國家存在海上邊界，例如在西北部的白令海峽與俄羅斯相望，在東南方的佛羅里達與古巴、巴哈馬之間則形成領海邊界。此外，在加勒比海及太平洋地區，美國亦與多個國家或島嶼接近。
在地理分布上，本土四十八州位於北美大陸中部，東臨大西洋，西瀕太平洋，南部面向墨西哥灣，北部則連接加拿大。這一廣大區域通常被總稱為「美國本土」，在政治與經濟活動上構成美國的核心。與之分離的阿拉斯加位於北美大陸的最西北端，南部與西南部臨太平洋，西面為白令海峽，北部則達北冰洋，其地理位置使其成為連接美洲與亞洲的重要節點。夏威夷則遠在太平洋中部，地理與人文屬於大洋洲波利尼西亞次區，是美國唯一位於熱帶大洋洲的州份。
美國的海外領地分布於太平洋與加勒比海。加勒比海地區的主要領地包括波多黎各和美屬維爾京群島。波多黎各作為人口最多的美國屬地，位於大安的列斯群島東部；美屬維爾京群島原為丹麥領土，美國於第一次世界大戰初期購入，確保加勒比海的戰略優勢。太平洋地區的領地則包括關島、美屬薩摩亞及北馬里亞納群島，其中關島與北馬里亞納群島在地理上屬密克羅尼西亞，而美屬薩摩亞則屬波利尼西亞。這些島嶼在歷史上部分因戰略考量或殖民擴張而納入美國版圖，今日則以不同程度的自治身份存在。
美國的首都華盛頓哥倫比亞特區位於本土東岸，於1800年正式成為聯邦政府所在地。這座城市的土地原由馬里蘭州與維珍尼亞州共同捐獻，不過維珍尼亞的部分於1849年被歸還。哥倫比亞特區並非州份，而是一個由美國國會直接管轄的聯邦地區，專為聯邦政府的運作設立。
在地理位置上，美國幾乎全部位於北半球，僅有美屬薩摩亞及賈維斯島位於南半球。這種分布使得美國國土橫跨寒帶、溫帶及熱帶，涵蓋從極地冰原到熱帶雨林的各類氣候區域，形成了極為豐富的自然景觀與生態系統。從北方的阿拉斯加冰川與苔原，到夏威夷火山與熱帶群島，再到本土廣闊的大平原、山脈與海岸，美國的地理多樣性不僅影響其環境與經濟，也對文化與人口的分布產生深遠影響。

## 領土

### 領土面積
美國的領土面積在統計與計算方法上曾多次出現變化。自1989年至1996年間，美國的總面積（僅計算陸地與內陸水域）被列為9,372,610平方公里，相當於3,618,780平方英里。到了1997年，計算方式納入五大湖以及沿海水域，數值調整為9,629,091平方公里，即3,717,813平方英里。此後在2004年再度微調為9,631,418平方公里，2006年維持相近的9,631,420平方公里。2007年，隨著領海範圍被計入，美國的總面積數據上升至9,826,630平方公里，相當於3,794,080平方英里。
現今不同機構對美國領土面積的統計仍存在差異。根據中央情報局於2010年出版的《世界概況》，美國總面積為9,826,675平方公里，約3,794,100平方英里。聯合國統計司則維持1997年納入五大湖與沿海水域的數據，即9,629,091平方公里，約3,717,813平方英里。而《大英百科全書》所採用的數值則為9,522,055平方公里，約3,676,486平方英里，此一計算方式包含五大湖，但未納入沿海水域。值得注意的是，這些數據僅涵蓋五十個州及華盛頓特區，並不包括海外領地。此外，美國擁有世界上第二大的專屬經濟區，其面積達到11,351,000平方公里，約4,383,000平方英里，僅次於法國。
在全球面積排名中，美國的排名受到計算方式與界定範圍影響。若依據總面積（包括陸地與水域）來比較，美國可能略大於或略小於中華人民共和國，因此在世界上位居第三或第四大國。若僅以陸地面積（不含水域）計算，美國是世界第三大國，僅次於俄羅斯與中國，而加拿大則退至第四。至於美國與中國孰為第三，主要取決於兩個因素：其一是中國對阿克賽欽與喀喇昆侖走廊的主權聲索是否被計入，這兩個地區同時亦為印度所主張，因此常被排除；其二則在於美國自身對面積的計算標準是否包含不同範疇的水域。無論哪一種統計，美國與中國均小於俄羅斯與加拿大，但仍大於巴西。自《世界概況》最初發表以來，中央情報局已數次修訂美國的總面積數據，反映出這一問題的複雜性。

### 領土變遷
英國在北美的十三個殖民地於1776年7月4日宣告獨立，並於1781年《邦聯條例》生效後正式建立美利堅合衆國。1783年的《巴黎條約》結束了獨立戰爭，英國承認美國獨立，美國的領土範圍自殖民時期的東部海岸擴展至密西西比河，國土規模首次大幅增加。
1803年，路易斯安那購地案使美國的面積再度倍增，美國以1500萬美元購得2,144,476平方公里土地，相當於今日美國國土面積的22.3%，使得美國領土大幅向西擴張。雖然與西屬佛羅里達的邊界爭議持續多年，但最終在1821年美國取得佛羅里達，並獲得對俄勒岡地區的主張，確保了通往太平洋的通道。1845年，美國吞併德克薩斯，引發美墨戰爭。勝利之後，美國獲得墨西哥北部大半領土，包括加利福尼亞、内華達、猶他全部地區，以及科羅拉多、亞利桑那、新墨西哥和懷俄明部分地區，進一步推動向西發展。
19世紀的西進過程伴隨奴隸制度的爭議，圍繞新領土是否允許奴隸制度而引發激烈爭辯，最終南方諸州於1860至1861年間宣布脫離聯邦，成立美利堅邦聯，引發內戰。1865年南北戰爭結束，邦聯被擊敗，南方州份重新回到國會。隨後，西進運動與「昭昭天命」的理念，成為19世紀美國領土擴張的重要驅動力。
1856年通過的《鳥糞島法》開啟了美國在北美之外的領土主張，許多加勒比海與太平洋上的小島因自然資源價值而被納入，但大部分後來因國際爭議而放棄。1846年，英國和美國簽署《俄勒岡條約》，將美英邊界定在北緯49度線，美國取得俄勒岡地區，包括今天的俄勒岡州、華盛頓州和愛達華州。1867年，美國自俄羅斯帝國購得阿拉斯加，成為北美最後一次大規模的領土獲取。
1893年夏威夷王國被推翻，美國於1898年正式吞併該地。同年，美西戰爭爆發，美國因支持古巴獨立並因緬因號事件介入戰爭，最終獲得波多黎各、關島與菲律賓，並短暫佔領古巴。1900年，美國取得美屬薩摩亞；1917年則自丹麥購得美屬維爾京群島。波多黎各與關島至今仍為美國屬地，而菲律賓則於1946年獨立。
二戰後，美國透過聯合國託管制度接管多個太平洋島嶼，其中北馬里亞納群島成為美國屬地，而馬紹爾群島、密克羅尼西亞聯邦與帛琉則先後獨立。另一重要變化是巴拿馬運河區的控制，美國於1904年取得該地，並在1979年開始歸還，至1999年完全移交予巴拿馬。1959年，夏威夷正式成為第五十州，也是迄今最後一個加入聯邦的州份。

## 地理特徵

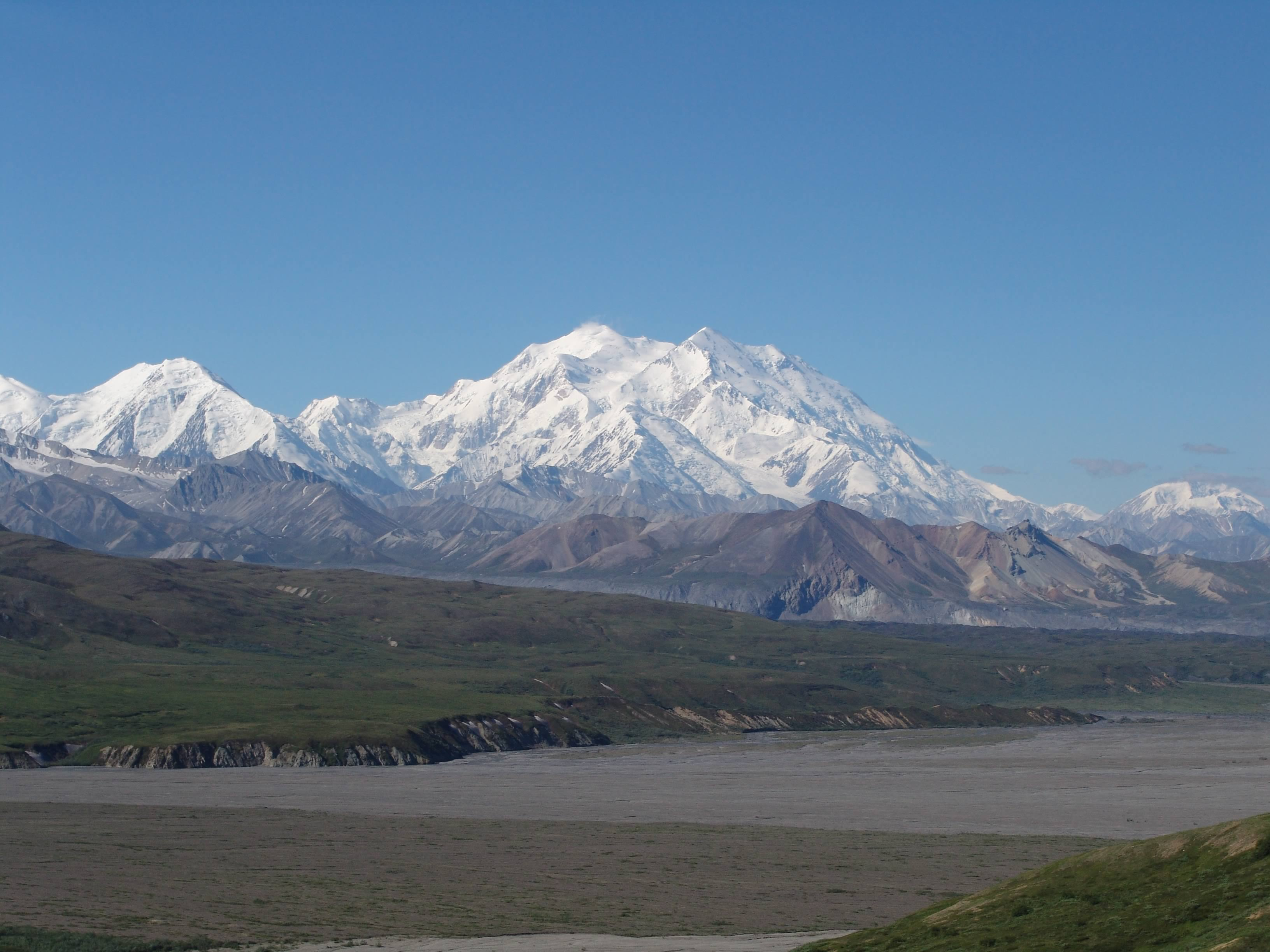
阿拉斯加州的迪纳利山是北美洲最高的山脈。

美國地理展現出多樣化且複雜的地形結構，從低緩的海岸平原到高聳的山脈，形成了東西差異鮮明的自然景觀。美國東部大西洋沿岸大致低平，僅有少數地區例外，這一地區的地形特徵與遠古地殼運動密切相關。阿巴拉契亞高地呈現由東北至西南的斜向走勢，其形成源於早期的地殼變形和造山運動，隨後發展成為今日的阿巴拉契亞山系。該山系的地質變動在相當久遠的地質年代已達到高峰，可能早在二疊紀時期便已完成，經過長時間的侵蝕與風化作用，如今大部分地區已被削平為中等或低矮的地勢。現今仍存的高度，一方面可能來自舊有山脈軸線的再次隆起，另一方面則源於堅硬岩層在風化侵蝕下的殘留山地。這一帶海岸線的斜向形態若非因較新的地殼下沉運動所造成的東北部海水侵入，會顯得更加顯著；同時在東南部，地殼抬升導致陸地向海洋推進，改變了原有的地形格局。
與此相比，美國西部太平洋沿岸的地勢多為丘陵或山地，例外情況較少。這一帶的地貌主要受到地質年代中較新的地殼變動所塑造，因此地形起伏保存得更為明顯，與大西洋沿岸的低平形成鮮明對比。由此可見，美國東西海岸的地形差異，正好預示了整個國土範圍內山脈分布的主要特徵。在東部的阿巴拉契亞山系，本為廣闊森林所覆蓋，地勢相對低矮且山脈帶較狹窄，並在東南與南方銜接廣大的沿海平原。與之相對的，是位於大陸西部的科迪勒拉山系，其地勢高聳、範圍廣闊且結構複雜。科迪勒拉系統分為兩大支脈，一為落磯山脈系統，另一為太平洋山脈系統，二者之間夾有廣闊的內陸高原地帶。哥倫比亞河與科羅拉多河皆發源於科迪勒拉山系的東緣，並穿越高原與內陸盆地後注入海洋。
在自然植被方面，美國西北部沿海地區因降水充沛而覆蓋著濃密森林，但在其他大部分西部地區，森林主要分布於高山地帶，特別是接近高山帶以下的區域。至於內陸的山谷、高原及盆地，植被種類依環境差異而呈現從無林地帶到沙漠的變化，其中最乾旱的區域集中在西南部，形成典型的荒漠景觀。
美國地勢最低點是加利福尼亞州因約縣死亡谷國家公園內的於惡水盆地，位於海平面以下約85.3米（280英尺），展現出極端乾旱與低地特徵。而美國最高點位於阿拉斯加州迪納利自治市鎮的迪納利峰（又稱麥金利山），高達6,194米（20,322英尺），屹立於北美大陸之巔。

## 地貌區域

### 勞倫琴高地

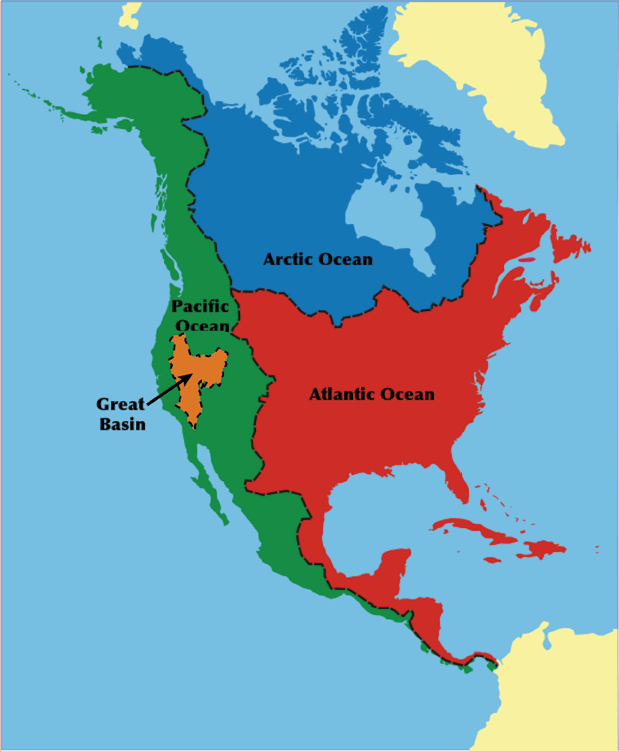
大盆地的位置-橙色部分

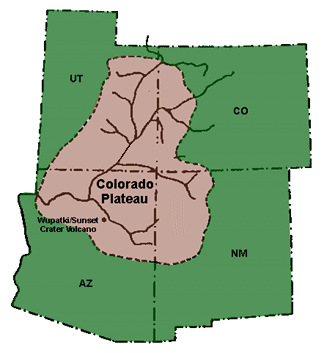
科羅拉多高原跨越南部四州

勞倫琴高地（Laurentian Upland）位於美國北部，屬於加拿大地盾的一部分，向南延伸至美國五大湖地區。該地質構造以古老的前寒武紀岩層為主，屬於北美大陸最堅固的基底之一，經歷了長時間的冰川作用，塑造出眾多的湖泊與起伏的丘陵地形，是北美地質史上最穩定的地區之一。五大湖區域則是美國與加拿大的重要邊界水系，其中除密西根湖完全位於美國境內，其餘四湖皆為跨境湖泊。

### 大西洋平原
大西洋平原（Atlantic Plain） 分布在美國東部與南部沿海，包括大西洋沿岸與墨西哥灣沿岸，還延伸至廣闊的大陸棚。這片低平的沿海地帶自美墨邊境一路延伸至紐約市，並涵蓋佛羅里達半島。此區擁有綿延不絕的沙灘與屏障島，其中不少海灘由細軟的白沙構成，為美國境內最廣闊與最長的海岸線。佛羅里達礁島群則是由一連串的珊瑚島構成，最南端的基韋斯特（西礁島）是美國本土最南的城市。這片區域亦擁有相當廣泛的潮間帶，美國潮灘總面積達6,622平方公里，位居世界第四。

### 阿巴拉契亞高地
阿巴拉契亞高地（Appalachian Highlands） 橫亙在美國東部，走向呈東北至西南，構成東海岸與五大湖及密西西比河流域之間的天然屏障。此區域涵蓋了阿巴拉契亞山脈、華強山脈、阿迪朗達克山脈以及新英格蘭地區。阿巴拉契亞山脈歷經漫長侵蝕，山勢相對低緩，但其地貌依然崎嶇。新英格蘭地區的特點是多岩石的海岸線和崎嶇的山脈，最高的山是位於新罕布夏州的華盛頓山，海拔高達 6,288英尺（約1,917公尺），它也是美國東北部地區的最高點。該地區最初被廣闊的大東部森林（Great Eastern Forest）所覆蓋。，從溫帶混合林到亞熱帶山地森林皆有分布，其中部分地區甚至形成雨林景觀。

### 內陸平原
內陸平原（Interior Plains）位於美國中西部至西部內陸地區，涵蓋廣闊的大平原與多處高地及山地，例如布莱克山。大平原自密西西比河以西延伸至落磯山脈以東，是美國農業核心地帶。在轉變為農田之前，這片區域是原始的大草原，從東部的高草草原過渡至西部的短草草原，高度逐漸升高，地勢從密西西比河附近的數百英尺逐漸向西抬升至高平原的一英里以上。

### 內陸高地
內陸高地（Interior Highlands）緊鄰內陸平原南部，它同樣屬於美國大陸內陸的一部分，但地形上更為起伏。內陸高地主要由歐扎克高地與瓦希塔山脈構成。這片區域是落磯山與阿巴拉契亞山之間唯一主要的山地，生態環境屬溫帶至亞熱帶濕潤或乾燥林地，其地貌以起伏山地、高原和森林為主。

### 落磯山系
落磯山系（Rocky Mountain System）位於美國西部，作為美洲科迪勒拉山系的一支，深入西部各州。該山脈從加拿大進入美國領土，並幾乎延伸至墨西哥邊境，是美國平均海拔最高的地區。它並非一條連續不斷的山脈，而是由一系列較小、間斷的山脈組成，形成了眾多的盆地和山谷。落磯山脈的山坡通常較為平緩，山頂較為寬廣，但也有例外，例如懷俄明州的提頓山脈和科羅拉多州的薩瓦奇山脈則以險峻著稱。落磯山脈的最高峰集中於科羅拉多州，最高點為阿爾伯特峰，海拔4,400米（14,440英尺）。此地區的多變地形造就眾多高原、峽谷與河谷。

### 山間高原
山間高原（Intermontane Plateaus） 位於落磯山脈以西，亦稱為山間西部（Intermountain West），這是一片位於落磯山脈與喀斯喀特山脈、內華達山脈之間的廣大乾旱區域，涵蓋哥倫比亞高原、科羅拉多高原和盆嶺地區。其南部的大盆地由鹽灘、流域盆地、大盆地沙漠和許多南北走向的小型山脈構成，在大盆地的西南方則有低於海平線的死亡谷，那裡也是西半球海拔最低的地區之一。科羅拉多高原以四角落區域為中心，跨猶他州、科羅拉多州、亞利桑那州和新墨西哥州，高原面積為337,000平方公里，平均海拔高度达600至3870米，並且有經過強烈侵蝕的砂岩地帶，這片紅土高原被認為擁有世界上最壯觀的景色之一，著名的大峽谷、拱門國家公園、弗德台地國家公園和布萊斯峽谷國家公園便位於此地。其他面積較小的山間地區包括涵蓋華盛頓州東部、愛達荷州西部和俄勒岡州東北部的哥倫比亞高原，以及位於愛達荷州南部的蛇河平原。此外，橫跨懷俄明州、蒙大拿州與愛達荷州的黃石國家公園，則位於落磯山脈與山間高原的過渡區，地質上黃石是著名的火山高原，擁有巨大的黃石火山口。

### 太平洋山系
太平洋山系（Pacific Mountain System）包括喀斯喀特山脈、內華達山脈與太平洋海岸山脈。喀斯喀特山脈由眾多間歇性火山構成，許多山峰突兀而立。更南部的內華達山脈則是一座高聳、崎嶇且密集的山脈，擁有美國本土最高峰惠特尼峰，海拔4,421米（14,505英尺）。值得注意的是，惠特尼峰距離北美最低點加州死亡谷僅約136公里（84.6英里），兩地高差形成鮮明對比。內華達山脈地區也擁有壯麗的風景，例如優勝美地國家公園和雷尼爾山國家公園。在喀斯喀特山脈和內華達山脈以西是一系列山谷，例如加州的中央谷地和俄勒岡州的威拉米特河谷，兩者皆為重要農業區。太平洋沿岸則分布一系列低矮山脈，統稱為太平洋沿岸山脈。

### 阿拉斯加
阿拉斯加擁有全美最為壯闊的自然景觀，高聳顯著的山脈從廣闊平坦的苔原平原上急遽隆起，境內的迪納利峰（又稱麥金利山）高達6,194米（20,322英尺），為全美最高峰。南部與西南部的島嶼例如阿留申群島多火山分布，地形多變。

### 夏威夷
夏威夷群島則位於太平洋中部，由火山島鏈組成，屬熱帶地區，氣候溫暖潮濕。該群島不僅是旅遊勝地，也是美國在太平洋的重要地理據點。

## 氣候

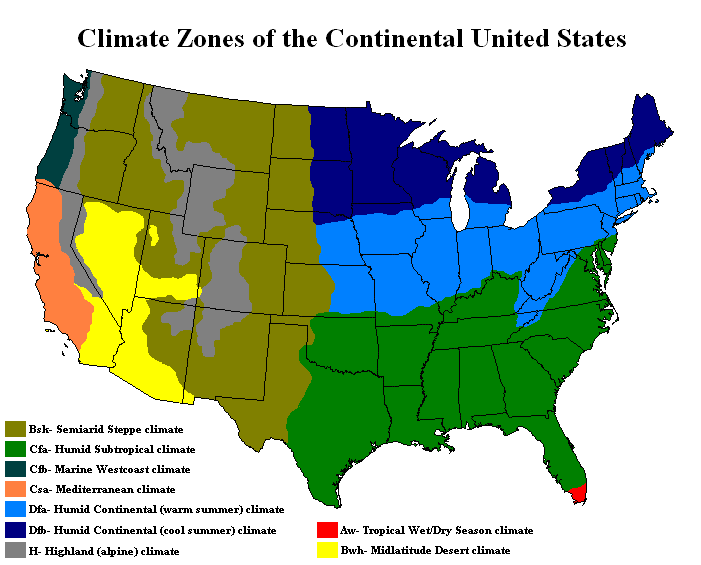
美国气候带地图

由於幅員遼闊和众多的地理特徵，美國幾乎有着世界上所有的氣候類型：
- 东北部沿海和五大湖区属柯本氣候分類法的“大陆性温带阔叶林气候”或周淑貞氣候分類法的溫帶大陸性濕潤氣候：受拉布拉多寒流和南下冷空气影响，冬季较冷，夏季较温和，多雨雪，年平均降雨量1000毫米左右；
- 东南部和墨西哥湾沿岸属于“亚热带森林气候”或周淑貞氣候分類法的副熱帶濕潤氣候：受墨西哥湾暖流影响，温暖湿润，年降雨量2000毫米以上；
- 中部平原：寒暖气流均可长驱直入，夏季炎热，冬季寒冷多雪；
- 西部内陆高原：冬季干燥寒冷，夏季干燥炎热，年降雨量500毫米以下；
- 西部太平洋沿岸：南段属“亚热带地中海型气候”，北段属“海洋性温带阔叶林气候”或周淑貞氣候分類法的溫帶海洋性氣候。

## 生物

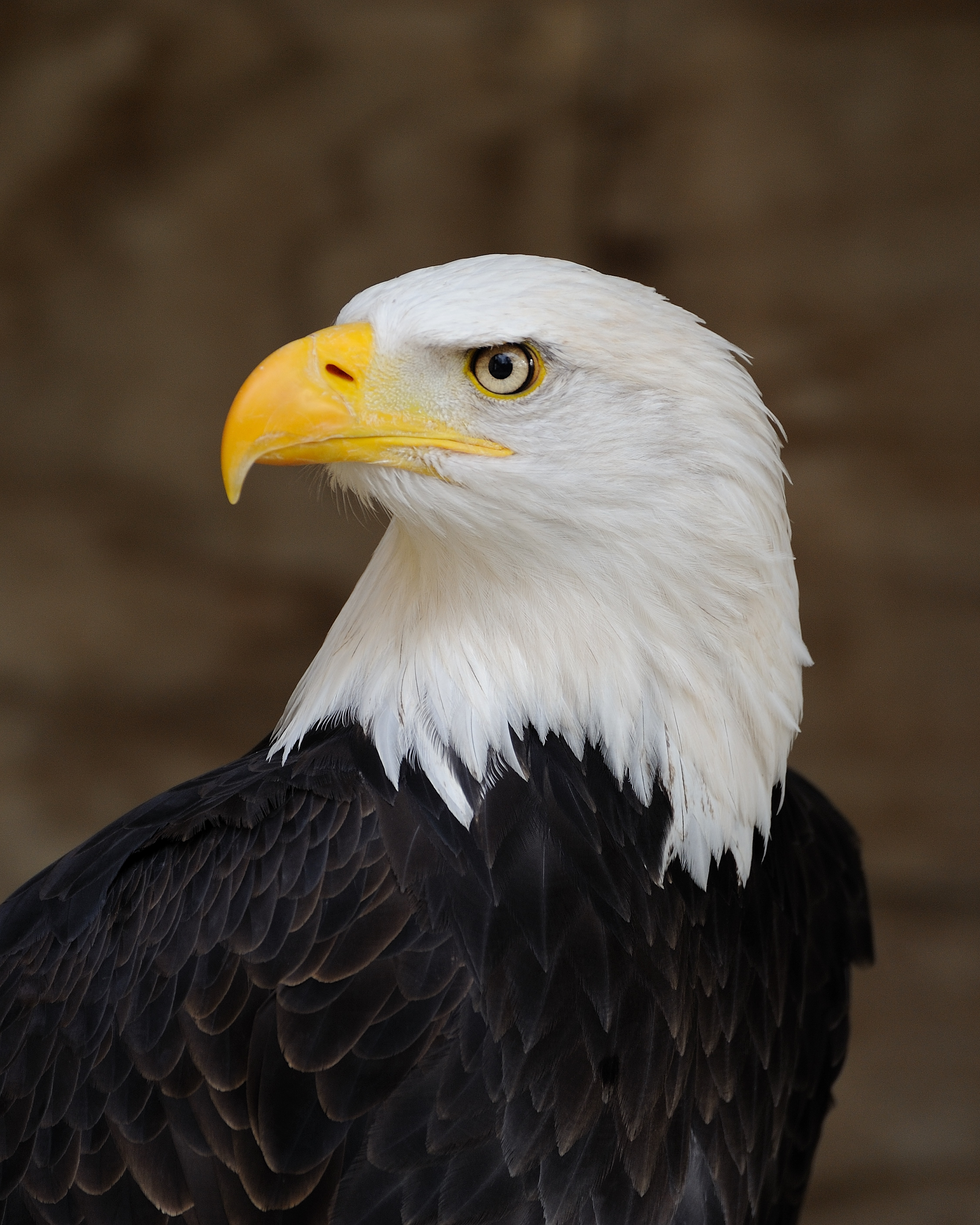
白頭海鵰從1782年後便正式成為美国的国鸟

美國有超過17,000種本土的植物和樹種，光是加利福尼亞州就有5000種，從熱帶地區至北極都有植物分布，美國的植物是世界上最多樣化的，同時，數千種非本土的外來物種有時也會影響到本土的動植物。美國本土有超過400種哺乳類、700種鳥類、500種爬蟲類和兩棲類以及900,000種已經被發現的昆蟲。許多植物和動物都僅限於它們的分布區域，有些則瀕臨絕種的危險。
美國也是世界上最早開始重視環境保護的國家之一，聯邦政府管理的58座國家公園保护大量生态各异的大自然地区。某些地區也成立荒野保護區，以確保對當地動植物棲息地的長期保護。美國魚類及野生動物管理局負責監控瀕臨絕種和威脅的動植物，並在全國成立許許多多的動植物棲息保留區。這些動植物保護區域全部加起來高達2,643,807平方公里——佔全國總面積的28.8%。這些土地都由聯邦政府保護，但有些地區也放寬允許石油的勘查、采矿业和大農場的經營。

## 水文與山脈

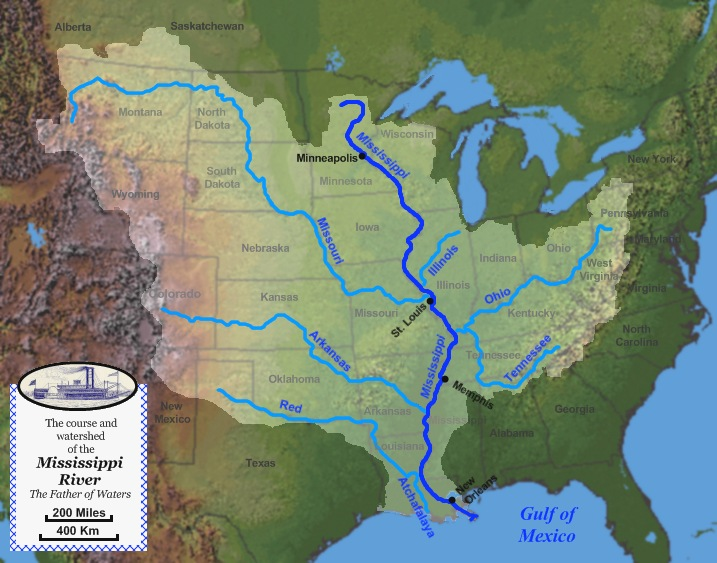
密西西比河及其主要支流地图

密西西比河是北美洲最長的河流，水系全長6,270公里，为世界第四長河（前三名分别为尼罗河、亚马逊河和长江）；流域面積2,980,000平方公里，是北美大陆流域面积最广的水系，两岸多湖泊和沼泽。本流源頭在明尼苏达州落基山北段，流经中央大平原，注入墨西哥湾。除了主流之外，可通航的支流约有40条，水深2.75米的航道达1万公里，并通过运河与五大湖连成一巨大的内河航运系统。
东部的阿巴拉契亚山脉和西部的洛磯山脈（属于世界最长的山系——科迪勒拉山系）是美国的两大山脉。
洛磯山脈位于北美洲西部，從加拿大橫越美國西部、直到新墨西哥州，綿延超過4,800公里。洛矶山积雪融化补充河流和湖泊的水源，占美国全部淡水水源的1/4。该山脉蕴藏着丰富的自然资源。

## 地區劃分
美國人口調查局將美國分成四大地區，然後再细分為九個分區：

美國人口調查局分區圖：四種顏色代表四大地區

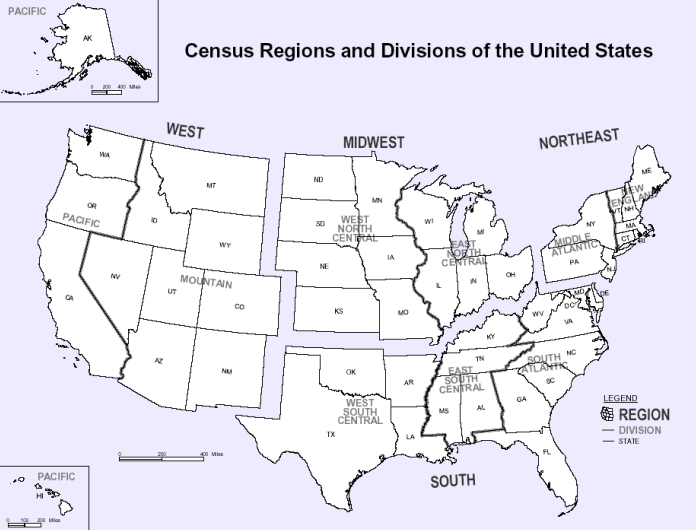
九個分區

- 第一區 （東北）
  - 第一分區 （新英格蘭區）
  - 第二分區（中大西洋區）

- 第二區 （中西部）
  - 第三分區（中部東北區）
  - 第四分區 （中部西北區）

- 第三區 （南部）
  - 第五分區 （南大西洋區）
  - 第六分區 （中部東南區）
  - 第七分區 （中部西南區）

- 第四區 （西部）
  - 第八分區 （山嶽區）
  - 第九分區 （太平洋區）

## 國家公園

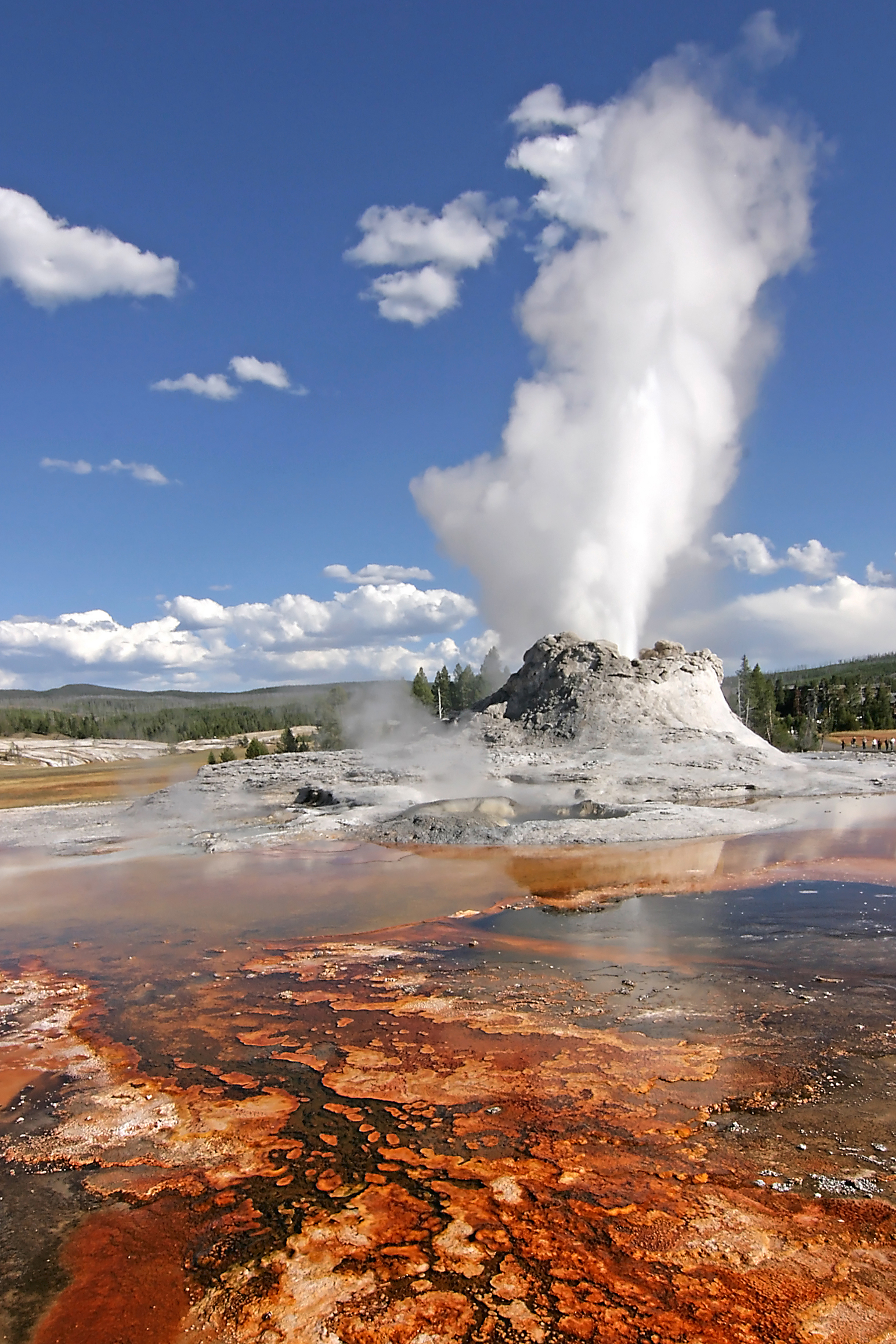
黄石國家公園内正在噴發的城堡噴泉

黄石是美国第一座国家公园，也是世界上第一个国家公园，由尤利塞斯·S·格兰特于1872年签署法令成立。1916年，《美国国家公园管理法》颁布，成立美国国家公园管理局（内政部下辖）以管理这些公园，其目的为“保护自然风光、野生动植物和历史遺跡，为人们提供休闲享受，同时不能破坏这些场所，将之流传给后代。”
美国目前一共有58座国家公园，其中14个被列入世界遗产。合共有27个州拥有国家公园，包括美属萨摩亚和美属维尔京群岛。阿拉斯加州和加利福尼亚州各有8座国家公园，居各州之冠。成立国家公园须由美国国会通过相关法案颁布。

## 外部連結
- USGS: Tapestry of Time and Terrain
- United States Geological Survey - 免費航空地圖
- National Atlas of the United States of America

38°00′00″N 97°00′00″W / 38.000°N 97.000°W